# Secteur public en France
Le secteur public en France comprend les administrations publiques et les entreprises publiques. Les premières sont des services chargés de tâches d'intérêt général et sont financées par les impôts (ou des cotisations obligatoires). Les secondes, qui ont souvent le statut d'établissement public industriel et commercial, tirent l'essentiel de leurs revenus du marché, par la vente des biens et services qu'elles produisent. Le secteur public représente environ 5,95 millions de salariés soit 26,3 % de la population active du pays en 2005.
Les chiffres précis peuvent fluctuer selon les définitions retenues, ce qui est régulièrement critiqué comme une manipulation.
En France, le secteur public représente actuellement 20% des emplois.
« La France compte 5,6 millions de fonctionnaires, c'est 500 000 de plus qu'il y a quinze ans. Cela représente aujourd'hui un emploi sur cinq en France. Il existe trois catégories. La fonction publique d'État comprend les professeurs et les soldats, elle emploie 44% des effectifs. La fonction publique territoriale est composée d'employés de mairies ou de région : 25% des effectifs. La fonction publique hospitalière, les infirmiers et les médecins, représentent 21% des effectifs. » 
L'observatoire de l'emploi public a été créé en 2000 en réponse à ces critiques. Il continue à différencier l'approche juridique (5,2 millions de salariés) et l'approche économie (5,9 millions).

## Décomposition

### Administrations publiques françaises
En France, les administrations publiques, notées APU, regroupent les APU centrales (APUC : État, ODAC, universités, le CNRS, l'ANPE, …), les collectivités locales (APUL), les administrations de sécurité sociale, et les établissements publics administratifs, rattachés soit à l'État soit aux APUL.
L'ensemble représente environ 6,033 millions d'agents, les fonctionnaires et assimilés. En 10 ans, cet effectif a augmenté de 3 % environ, en hausse dans la fonction publique territoriale, en baisse dans la fonction publique d'état.

### Entreprises publiques
Fin 2002, l'État contrôlait 1600 entreprises publiques employant environ 1,1 million de salariés. Ce secteur s'est fortement contracté du fait des deux vagues de privatisations en France intervenues en 1986-1988 et 1993-2000. Au total, près de 3 000 entreprises et 1,3 million de salariés sont sortis du secteur public. L'État s'est retiré notamment du secteur industriel qui avait été nationalisé en 1982. Les principales activités industrielles publiques sont aujourd'hui les explosifs avec la SNPE et le nucléaire avec le CEA. Il reste très présent dans les activités de réseau : chemin de fer, poste, électricité, gaz, télécommunications.